# Brouwerij

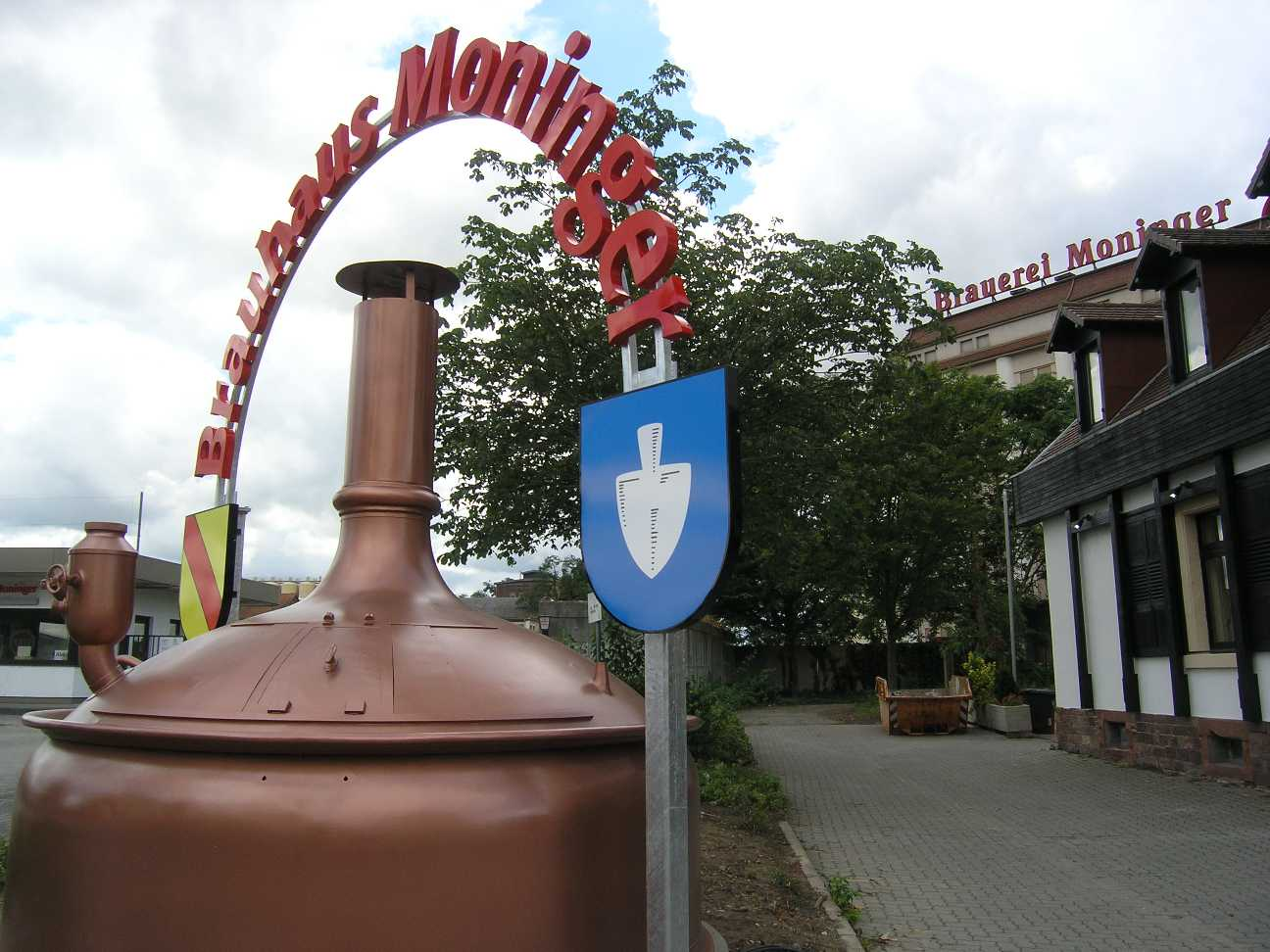
Ingang van Brauerei Moninger in Karlsruhe

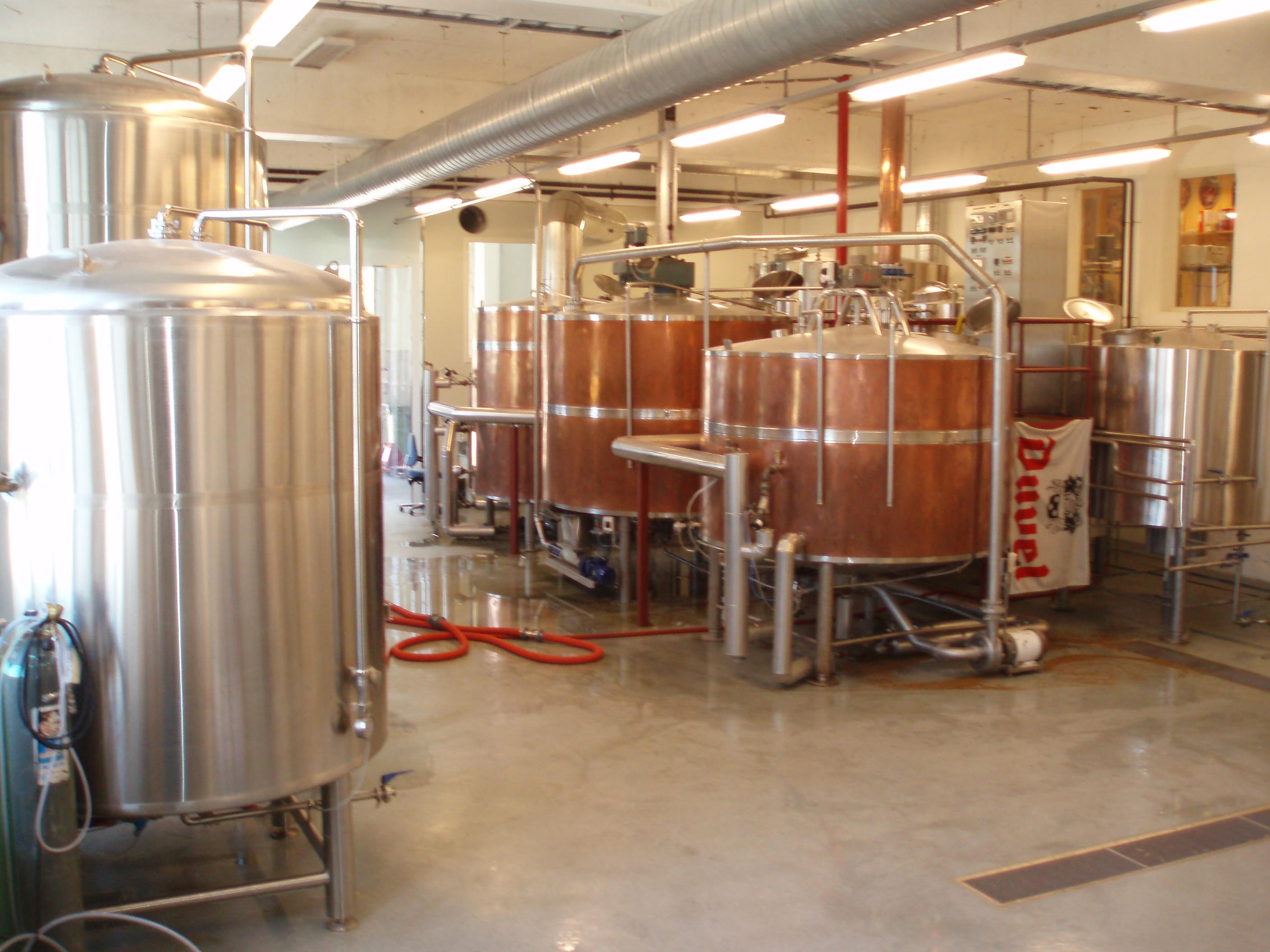
De kleine, moderne bierbrouwerij Nøgne Ø in het Noorse Grimstad

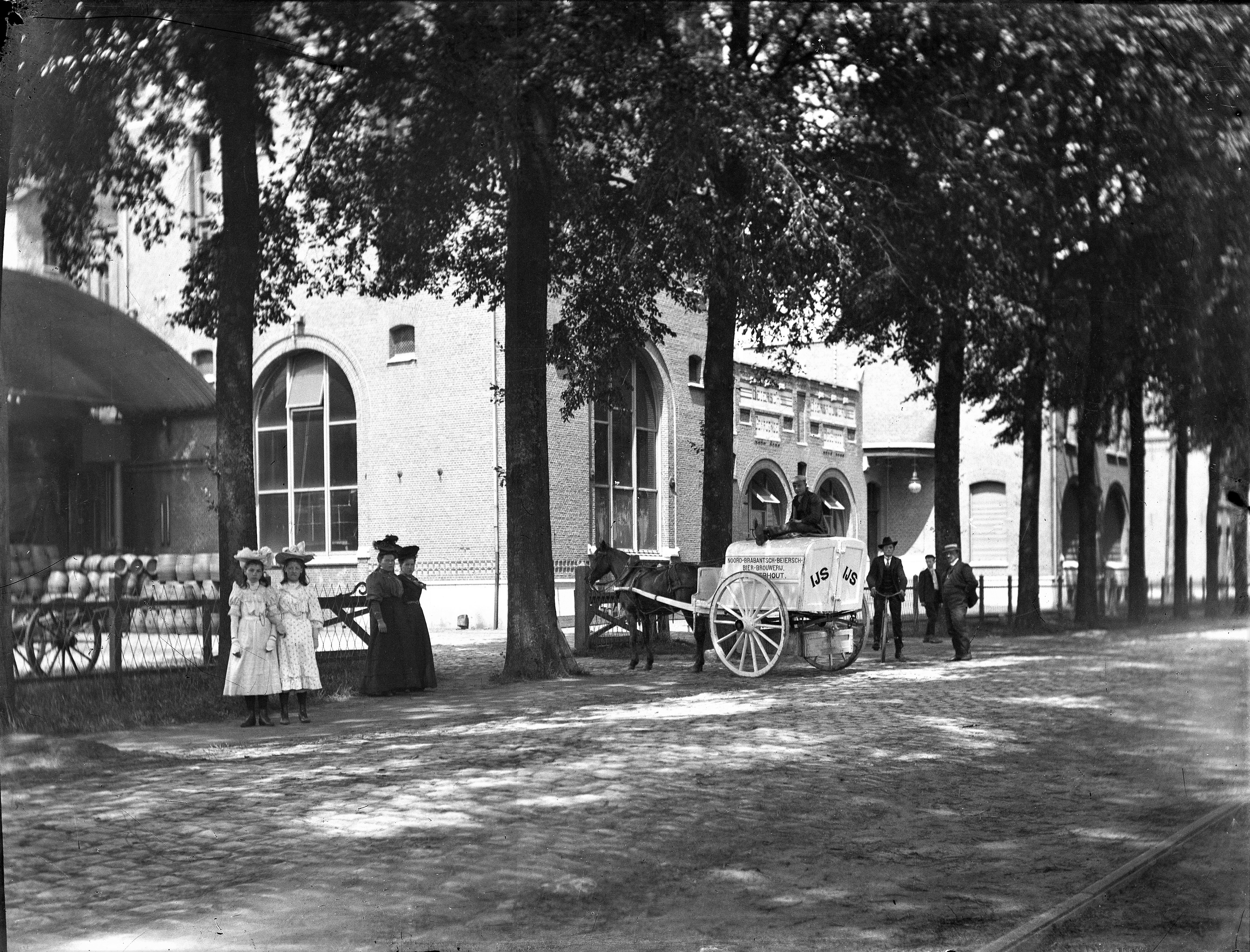
Bier Brouwerij De Gekroonde Bel, Bredaseweg Oosterhout, Glasplaatnegatieven van rond 1905-1910

Een brouwerij of voluit bierbrouwerij is een bedrijf dat bier (en in Japan ook sake) produceert. Brouwerijen waren vroeger meestal gevestigd in de buurt van een bron met geschikt water waarmee het bier gebrouwen werd. In plaats van bronwater wordt veelal behandeld leidingwater gebruikt. Daarnaast zijn transportmogelijkheden nodig om de droge ingrediënten naar de brouwerij te brengen en om het geproduceerde bier naar de afnemers te vervoeren.
Als oudste nog operationele brouwerij ter wereld geldt de Bayerische Staatsbrauerei Weihenstephan in Freising, die sinds 1040 bestaat. De oudste kloosterbrouwerij, de Klosterbrauerei Weltenburg (sinds 1050) is gevestigd in de Abdij van Weltenburg. Beide bevinden zich in het Duitse Beieren.
Sommige bierproducenten zijn in de ware zin van het woord geen brouwerijen maar zogeheten bierfirma's of brouwerijhuurders. De Belgische vereniging van bierliefhebbers Zythos vzw maakt het onderscheid als volgt:
- Brouwerij: een onderneming die over een eigen brouwinstallatie beschikt en deze ook gebruikt voor het brouwen van eigen bier.
- Bierfirma of brouwerijhuurder: een onderneming die eigenaar van een of meer eigen bieren is en deze zelf commercialiseert, maar geen eigen brouwinstallatie heeft en deze bieren in opdracht laat brouwen of zelf brouwt in een andere brouwerij. In België noemt men dit een bierfirma, in Nederland spreekt men van brouwerijhuurder.[1] In Engelse literatuur wordt deze term in twee opgesplitst. Een gypsy brewer is een brouwer die zelf zijn eigen bieren brouwt op een brouwinstallatie van iemand anders. Een contract brewer is een brouwer die zijn bieren laat produceren door andere brouwerijen en ofwel het recept aanreikt of zelfs alleen de bierstijl bestelt bij de brouwer. Het verschil ligt ook in waar de verantwoordelijkheid ligt. Een gypsy brewer is zelf verantwoordelijk voor het eindbier aangezien hij zelf brouwt. Bij een contract brewer is de brouwerij waar hij het bier laat produceren verantwoordelijk voor het eindresultaat.[2]

## België

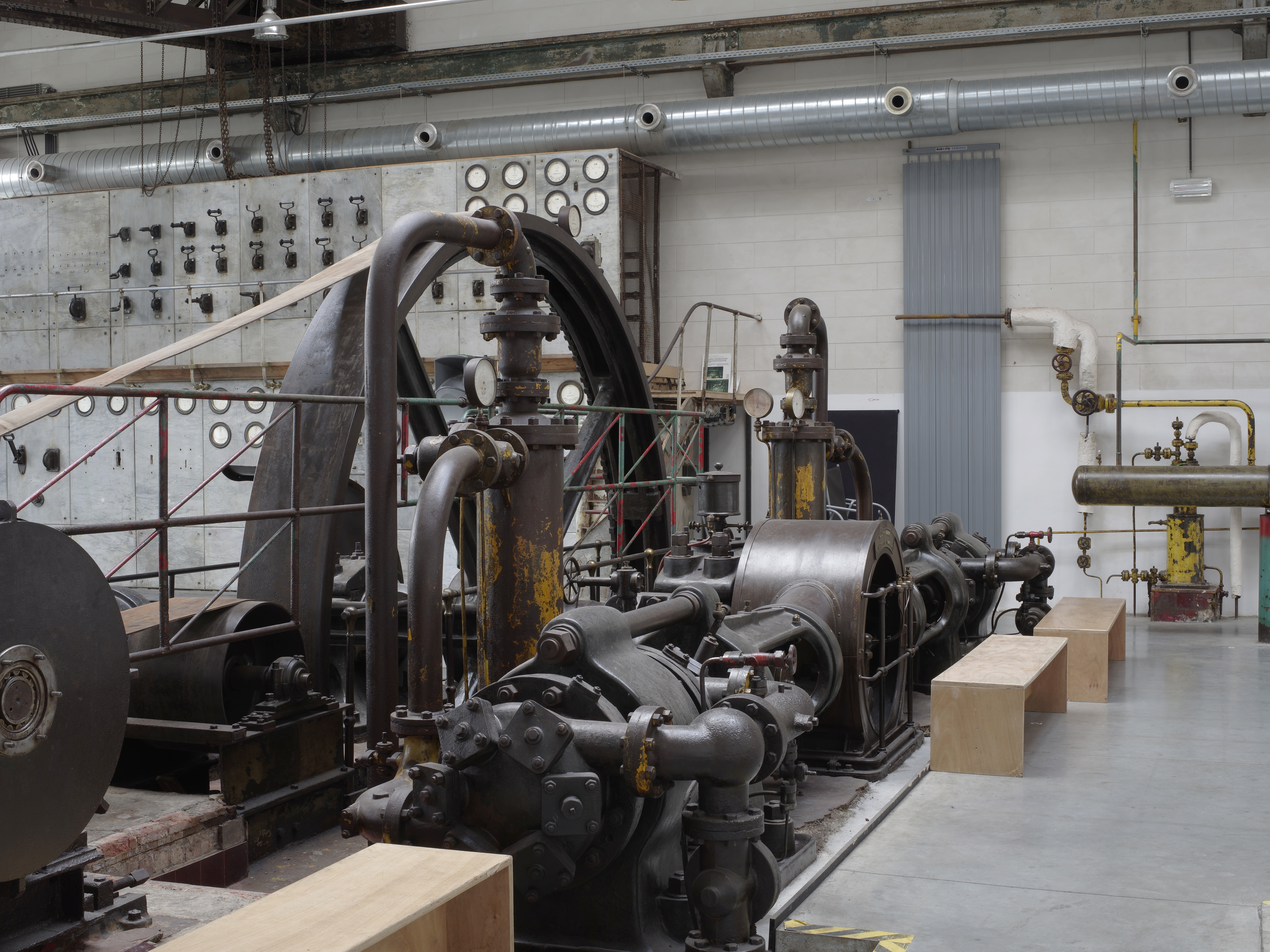
BRASS, de machinezaal van de voormalige brouwerij Wielemans-Ceuppens in Van Volxemlaan 364 te 1190 Vorst.

In België was bierbrouwen aanvankelijk een ambachtelijke activiteit, die als nevenactiviteit van een landbouwbedrijf werd uitgevoerd. Bijna elk dorp had zijn eigen brouwerij. Tijdens de industrialisatie konden sommige hiervan zich handhaven en door uitbreiding tot grote brouwerijen uitgroeien. De meeste verdwenen echter of werden opgekocht door industriële brouwerijen. Enkele bleven actief, maar eerder als folklore of hobby, zoals de brouwerij van Kerkom. Ook het bierbrouwen door abdijen kent er een lange traditie.
In België moesten na de Eerste Wereldoorlog veel brouwerijen de deuren sluiten, omdat al het koper van de brouwinstallaties was gevorderd.
In 1907 waren er nog 3387 brouwerijen in België. In 2001 was dit aantal geslonken tot iets meer dan 100, waarvan zo'n 20 in Wallonië. Begin 2014 waren er 157 Belgische brouwerijen en circa 50 bierfirma's. Bij de beroepsvereniging Belgische Brouwers waren in 2020 een honderdtal brouwers aangesloten. 

## Nederland
Vermoedelijk is het brouwen van bier via de Romeinen in de Nederlanden terechtgekomen. In de vroege middeleeuwen werd vooral in de kloosters gebrouwen en, met de opkomst van de steden in de 13e en 14e eeuw, ontstonden er honderden lokale brouwerijen. Er bestonden commerciële brouwerijen, die voor de markt produceerden, en huisbrouwerijen, die voor eigen herberg brouwden. Het betrof vaak lichte biersoorten die ook werden gedronken omdat het drinken van water onveilig was in verband met de verspreiding van besmettelijke ziekten. Er ontstonden in de meeste steden brouwersgilden. Concurrentie werd, vooral vanaf de 17e eeuw, ondervonden van gedistilleerde drank zoals brandewijn en jenever. Vanaf midden 17e eeuw kwamen ook koffie en thee in opkomst. Vooral in de periode 1814-1870 werd door de arbeidende klasse weinig bier, maar des te meer jenever, gedronken. Van belang was hierbij dat op bier wél, en op gedistilleerd geen accijns werd geheven. Waren er in 1819 nog 680 brouwerijen in (noord-)Nederland, in 1858 waren dat er nog 465. De in de loop van de 19e eeuw opkomende drankbestrijdingsorganisaties legden zich dan ook vooral toe op het misbruik van jenever en brandewijn.
Tot de oudere brouwerijen die eeuwenlang zijn blijven voortbestaan behoorden Grolsch, begonnen in 1615 als Brouwerij De Clock, de Rotterdamse brouwerij Oranjeboom, waarvan de geschiedenis teruggaat tot 1671. Bij Brouwerij De Kroon te Oirschot gaat de geschiedenis tot 1672 terug. Het betrof doorgaans kleine ambachtelijke familiebedrijven die geleidelijk tot industriële ondernemingen uitgroeiden. Een voorloper van de Dommelsche Bierbrouwerij is van 1757, de Brand Bierbrouwerij van 1767. In 1773 werd brouwerij De Gekroonde Valk te Amsterdam geopend, en deze kende in de 19e eeuw al enkele tientallen arbeiders. In 1949 werd deze overgenomen door Heineken. De geschiedenis van Brouwerij Bavaria gaat terug tot een huisbrouwerij van 1680. Brouwerij De Hooiberg, de voorloper van Heineken, heeft een geschiedenis die teruggaat tot 1592. De Gulpener Bierbrouwerij begon in 1825. De Zuid-Hollandsche Bierbrouwerij (ZHB) begon in 1881, fuseerde in 1960 met Brouwerij d'Oranjeboom en Brouwerij Barbarossa tot 'Verenigde Bierbrouwerijen' dat in 1968 opging in Allied Breweries. In 1974 sloot ZHB haar poorten.
In Nederland waren brouwerijen oorspronkelijk gevestigd in steden en dorpskernen. Zo was de Amstel-brouwerij gevestigd in Amsterdam-Oost, en de Heineken-brouwerij in Oud-Zuid. Omdat de brouwerijen in de steden overlast veroorzaakten in de vorm van geurhinder en geluidshinder door het transport, werden ze in veel gevallen verhuisd naar plaatsen waar ze minder overlast veroorzaken. Na de fusie in 1968 met Heineken, is de Amstel-brouwerij, in 1972 gesloten. De productie werd in eerste instantie verlegd naar Heineken in Oud-Zuid. In 1975 werd een nieuwe brouwerij in Zoeterwoude geopend. Later is ook de Heineken-brouwerij in Oud-Zuid gesloten, waarbij de productie werd verdeeld over Zoeterwoude en 's-Hertogenbosch.
Op 1 januari 2025 waren er in Nederland 740 bierbrouwerijen, waaronder 420 eenpersoonsbedrijven. In 2010 waren er in Nederland nog slechts 75 brouwerijen. Industriële bedrijven zijn er nog in 's-Hertogenbosch en Zoeterwoude (beide Heineken), Lieshout (Bavaria), Enschede (Grolsch), Dommelen, Gulpen (Gulpener), Budel (Budelse Brouwerij), Neer (Lindeboom Bierbrouwerij), Thull (Alfa Brouwerij), Berkel-Enschot (Abdij Koningshoeven), Arcen (Hertog Jan Brouwerij).

### Ondergistend bier
De  ondergistende brouwmethode werd vermoedelijk eind 15e eeuw ontdekt en ontwikkeld in Bohemen. Hierbij vond de gisting plaats bij lagere temperatuur wat tevens leidde tot het uitschakelen van melkzuurbacteriën, wat de houdbaarheid van het bier, en ook de helderheid ervan, ten goede kwam. De methode verspreidde zich over Beieren en Oostenrijk en het bier stond bekend als Beiersch Bier. Dit bier was langer houdbaar en helderder. Aanvankelijk kon het alleen in de wintermaanden worden gebrouwen. Deze periode kon worden uitgebreid door koeling in ijskelders welke aanvankelijk met natuurijs werden gekoeld. Vanaf omstreeks 1850 werd het Beierse bier in toenemende mate naar Nederland geëxporteerd. Enkele decennia later werd ook in Nederland voldoende en kwalitatief hoogwaardig ondergistend bier gebrouwen waardoor het aandeel van de import afnam. Het Pilsener bier, vanaf omstreeks 1850 te Pilsen gebrouwen, verwierf zich vanaf omstreeks 1890 een grote populariteit. Het ondergistend bier was aanvankelijk duurder en werd daarom vooral in wat welvarender kringen gebruikt.
In 1867 begon de Koninklijke Nederlandsche Beijersch Bierbrouwerij als eerste Nederlandse brouwerij die ondergistend bier vervaardigde. Het was de eerste Naamloze Vennootschap in de brouwerswereld. De fabriek was modern van opzet maar ging uiteindelijk failliet in 1927. In 1870 begon ook Heineken met de productie van Beiers bier. In 1871 begon ook de Beiersche Bierbrouwerij De Amstel en diverse andere bedrijven volgden. De fabrieken van Beiers bier waren kapitaalintensiever dan de traditionele bedrijven. Koeling geschiedde oorspronkelijk met natuurijs dat, bij zachte winters, ook wel uit landen als Noorwegen kon worden aangevoerd. De eerste koelmachine werd ontwikkeld door Ferdinand Carré en gepresenteerd in 1862. In 1872 werd een dergelijke machine aangeschaft door Heineken. In 1873 was het Carl von Linde die de koeltechniek verder ontwikkelde. Er werd geleverd aan brouwerijen maar ook ontstonden er ijsfabrieken. In 1880 werd een van von Linde's machines bij Heineken geplaatst. De machines werden door Duitse bedrijven geleverd. Het was Grasso dat voor het eerst ook in Nederland koelmachines vervaardigde, einde 19e eeuw.
In 1908 werd gerapporteerd dat er 440 brouwerijen in Nederland bestonden, die slechts over 68 koelmachines beschikten welke in 34 brouwerijen waren geplaatst. Het leidde tot concentratie van brouwerijen, vooral in Noord- en Zuid-Holland, met daarbuiten slechts in Overijssel, Noord-Brabant en Limburg nog enige activiteit van betekenis.